# Chromonephthea formosana
Chromonephthea formosana is een zachte koraalsoort uit de familie Nephtheidae. De koraalsoort komt uit het geslacht Chromonephthea. Chromonephthea formosana werd in 1903 voor het eerst wetenschappelijk beschreven door Kükenthal. 